# Podkočna
Podkočna je naselje u slovenskoj Općini Jesenicama. Podkočna se nalazi u pokrajini Gorenjskoj i statističkoj regiji Gorenjskoj. 

## Stanovništvo
Prema popisu stanovništva iz 2002. godine naselje je imalo 54 stanovnika.